# Sana (cantante)
Sana Minatozaki (湊崎 紗夏 Minatozaki Sana?, Tennōji-ku, Osaka, 29 de diciembre de 1996), comúnmente conocida por el monónimo Sana (coreano: 사나 , japonés: サナ), es una cantante, bailarina, compositora, y presentadora japonesa, que actualmente reside en Corea del Sur. Debutó en 2015 como miembro del grupo femenino Twice creado por JYP Entertainment. En 2023,  Sana se convirtió en la primera embajadora japonesa de Graff una de las marcas más lujosas a nivel global.

## Primeros años
Sana nació el 29 de diciembre de 1996 en Tennōji-ku, Osaka, Prefectura de Osaka, Japón.
Ella es hija única en su familia. Quería convertirse en cantante y bailarina, y se inspiró en grupos de K-pop como Girls' Generation. Además de hablar japonés como su idioma nativo, también habla coreano, habiéndolo estudiado desde que se mudó a Corea del Sur, e inglés básico.

## Carrera

### Predebut
Sana comenzó a entrenar con EXPG en Osaka en 2009, originalmente planeando ser cantante en Japón, en lugar de Corea del Sur. Durante sus años en la escuela secundaria, un empleado de JYP Entertainment la descubrió en un centro comercial y la invitó a participar en la audición anual de JYP Japón que tuvo lugar al día siguiente. Sana pasó la audición y se unió al programa de entrenamiento de JYPE en Corea del Sur en abril de 2012. Entrenó durante más de tres años con JYP antes de su eventual debut con Twice. En un momento dado se esperaba que se convirtiera en miembro de un nuevo girl group de JYP.

### 2015-presente:Sixteen, Twice y actividades en solitario
En 2015, Sana participó en el programa de supervivencia musical Sixteen, una serie televisiva de telerrealidad diseñada para seleccionar a las miembros de Twice. De las concursantes de Sixteen, Sana fue seleccionada como una de las nueve miembros del recién formado grupo de chicas. Debutó con Twice en octubre de 2015 con la canción «Like OOH-AHH» de su obra de estreno extendida The Story Begins. Sana es conocida por su personalidad energética y alegre, con esto ha recibido reconocimiento en Corea del Sur y en el extranjero. Su popularidad, junto con la de sus compañeras japonesas  Momo y Mina, ha sido incluso acreditada por la mejora de las relaciones entre Japón y Corea del Sur.  En la encuesta anual de música de Gallup Corea para 2018, Sana fue votada como la 17.ª idol más popular de Corea del Sur, lo que la convierte en la persona japonesa mejor clasificada en esa encuesta. Ocupó el 15.º lugar en la encuesta de 2019. Fuera de Twice, ha hecho trabajos de promoción de varias marcas y productos.

## Imagen pública

### Publicidad
Además de los patrocinios grupales con Twice, Sana ha aparecido en varios anuncios. En el 2021, ella y su compañera de grupo Dahyun se convirtieron en modelos para la marca de productos para el cuidado de la piel A'pieu. En marzo del 2022 Sana se convirtió en modelo para la marca de cosméticos Wakemake.

## Controversia

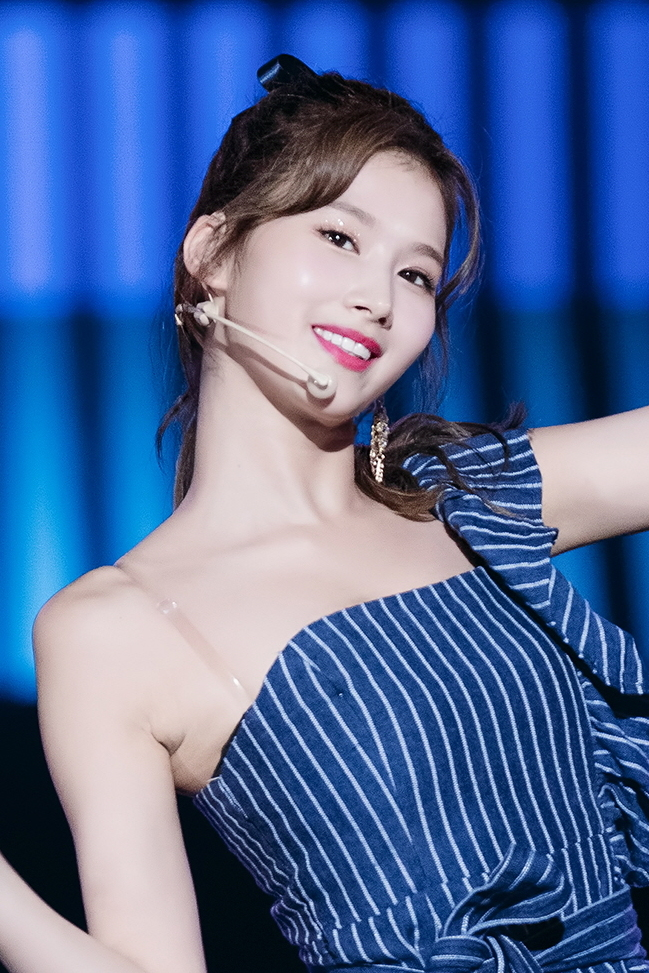
Sana en 2018

En la víspera de la transición de Japón de la era Heisei a Reiwa el 1 de mayo de 2019, Sana publicó un mensaje en la cuenta de Twice en Instagram, despidiéndose de la era en la que nació, y dando la bienvenida a la siguiente. Según una traducción, Sana dijo: «Nací en la era Heisei, así que estoy triste de ver que termine. Yo diría 'Buen trabajo' a Heisei. Hacia el primer día de la nueva era Reiwa, voy a pasar el último día de Heisei con una mente fresca». Los comentarios de Sana atrajeron algunas críticas en línea de aquellos que los vieron como falta de sensibilidad hacia Corea del Sur porque las eras japonesas llevan el nombre del emperador reinante. Esto es quizás porque la noción de emperadores japoneses permanece inseparable en las mentes de algunos coreanos de la historia del Imperio del Japón y del Ocupación japonesa de Corea. Por otro lado, algunos fans la defendieron como alguien que comenta los acontecimientos actuales, sin hacer referencia al polémico pasado.

## Discografía

### Créditos de composición
| Año  | Canción               | Álbum          | Artista   | Con         |
| ---- | --------------------- | -------------- | --------- | ----------- |
| 2018 | «Shot Thru the Heart» | Summer Nights  | Twice     | Momo, Mina  |
| 2019 | «Turn It Up»          | Fancy You      | Twice     |             |
| 2019 | «21:29»               | Feel Special   | Twice     | Todo Twice  |
| 2020 | «DO WHAT WE LIKE»     | Eyes Wide Open | Twice     | —           |
| 2021 | «Conversation»        | Taste Of Love  | Twice     | —           |
| 2022 | «Celebrate»           | Celebrate      | Twice     | Todo Twice  |
| 2023 | «Rewind You»          | Masterpiece    | Misamo    |             |
| 2024 | «Mirage»              | Haute Couture  | Sana solo | Hiyori Nara |

## Filmografía

### Programas de televisión
| Año  | Título                            | Network                    | Rol         | Ref.   |
| ---- | --------------------------------- | -------------------------- | ----------- | ------ |
| 2015 | Sixteen                           | Mnet                       | Concursante |        |
| 2016 | Idol Star Athletics Championships | MBC                        | Anfitrión   |        |
| 2017 | KBS Song Festival                 | Korean Broadcasting System | Anfitrión   | [ 30 ] |
| 2019 | Idol Star Athletics Championships | MBC                        | Anfitrión   |        |